# یارا سلام
یارا سَلام (عربی: یارا رفعت سلّام؛ متولد ۲۴ نوامبر ۱۹۸۵) فمینیست و مدافع سرشناس حقوق بشر مصری است. او به عنوان وکیل و پژوهشگر با سازمان‌های متعدد حقوق بشری در سطح ملی و بین‌المللی همکاری داشته، از جمله با کمیسیون آفریقایی حقوق بشر و مردم (ACHPR).
در ۲۱ ژوئن ۲۰۱۴، یارا سلام به همراه دست‌کم ۳۰ فعال دیگر در جریان یک راهپیمایی مسالمت‌آمیز در نزدیکی کاخ اتحادیه (دفاتر ریاست جمهوری در قاهره) که در اعتراض به قانون محدودکنندهٔ حق تجمع در مصر برگزار شده بود، دستگیر شد. محاکمهٔ او به همراه ۲۲ تظاهرکننده دیگر که همگی به نقض قانون تجمع متهم شده بودند، به نمادی از مقاومت در برابر محدودیت‌های شدید اعمال‌شده بر مخالفان توسط دولت عبدالفتاح سیسی تبدیل شده است.
عفو بین‌الملل این محاکمه را «نمایشی مبتنی بر مدارک ناکافی و نامعتبر» توصیف کرده که به‌عنوان اخطاری آشکار برای معترضان به قانون محدودکنندهٔ تجمعات در مصر طراحی شده است.

## پیشه و فعالیت
یارا سلام در محله هلیوپلیس قاهره در خانواده‌ای چپ‌گرا و فعال سیاسی متولد شد. او در این باره می‌گوید: «برای درک فمینیسم نیازی به مطالعه تئوری‌ها نداشتم. در خانواده‌ای بزرگ شدم که برابری زن و مرد نه تنها یک باور که در عمل هم جاری بود.»
یارا سلام در مصاحبه‌ای در سال ۲۰۱۳ فاش کرد که علاقه‌اش به حقوق بشر از ۱۵ سالگی و همزمان با عضویتش در گروه «النُصُور الصغیره» (عقاب‌های جوان) شکل گرفت؛ گروهی که بر حقوق کودکان تمرکز داشت.به گزارش روزنامه آنلاین مدی مصر، این تشکل مورد استقبال خانواده‌های طبقه متوسط با گرایش‌های چپ قرار می‌گرفت که فرزندان خود را برای شرکت در جلسات و اردوهای دهه ۱۹۹۰ و اوایل ۲۰۰۰ این گروه می‌فرستادند. النُصُور الصغیره نقش مهمی در آشنایی نسل جوان با مفاهیم حقوق بشر ایفا می‌کرد.
یارا سلام تحصیلات حقوقی خود را با اخذ مدرک لیسانس حقوق از دانشگاه قاهره در سال ۲۰۰۷ و مدرک Maîtrise در حقوق تجارت از دانشگاه پانتئون-سوربون پاریس در همان سال به پایان رساند. وی سپس تحصیلاتش را در ایالات متحده ادامه داد و موفق به دریافت مدرک کارشناسی ارشد حقوق (LL.M.) در رشته حقوق بین‌الملل بشر از دانشگاه نوتردام در سال ۲۰۱۰ شد. نکته قابل توجه اینکه سلام همزمان با تحصیل در مقطع کارشناسی ارشد، به صورت حرفه‌ای به عنوان فعال حقوق بشر در مصر فعالیت می‌کرد. او کار پژوهشی خود را در مؤسسه رشد و توسعه (اندیشکده فرانسوی) در قاهره آغاز نمود و به بررسی تأثیرات قوانین و سیاست‌های طلاق بر زندگی زنان مصری پرداخت. پس از آن به واحد آزادی‌های مدنی در «ابتکار مصر برای حقوق شخصی» (EIPR) - از گروه‌های پیشرو حقوق بشر در مصر - پیوست و تمرکز خود را بر مسائل تبعیض و خشونت علیه اقلیت‌های مذهبی معطوف کرد. حسام بغدادی، بنیان‌گذار EIPR، خاطره‌ای گویا از تعهد حرفه‌ای و انسانی سلام نقل می‌کند: «یارا این توانایی منحصر به فرد را داشت که کار حرفه‌ای را با حفظ حس انسانی ترکیب کند… به یاد دارم در سال ۲۰۰۹ پس از حمله به خانه بهائیان در روستایی نزدیک سوهاگ، وقتی به اتاق کار یارا وارد شدم، او را در حالی دیدم که همزمان با گریه، مشغول ثبت شهادت تلفنی یک زن سالخورده بود که خانه‌اش سوخته و از روستا رانده شده بود - زنی که تنها آرزویش بازگشت به خانه برای مردن در آنجا بود. یارا پس از پایان تماس، با چشمانی اشک‌بار بلافاصله شروع به تدوین گزارش این واقعه کرد.»
یارا سلام پس از اخذ مدرک کارشناسی ارشد حقوق (LL.M.) به گامبیا رفت و به عنوان دستیار حقوقی در کمیسیون آفریقایی حقوق بشر و مردم مشغول به کار شد. او پس از انقلاب ۲۰۱۱ مصر به کشورش بازگشت و توسط سازمان نَظره برای مطالعات فمینیستی - یک نهاد فعال در زمینه حقوق زنان - استخدام شد تا برنامه «مدافعان حقوق بشر زنان» را رهبری کند. تلاشهای او در مستندسازی نقض حقوق فعالان زن، در سال ۲۰۱۳ جایزه «سپس مدافع حقوق بشر آفریقای شمالی» را از سوی شبکه مدافعان حقوق بشر پانآفریقایی برایش به ارمغان آورد.سلام در تحلیل وضعیت زنان مصر در آن دوره هشدار داد: "ما نه تنها با دولتی مواجهیم که از مسئولیت پذیری در قبال نقض حقوق بشر - از جمله خشونتهای جنسی شدید حتی با سلاحهای برنده در میدان تحریر - شانه خالی می‌کند، بلکه شاهدیم که مقامات رسمی با اظهارات خود، قربانیان را عامل تجاوز جنسی معرفی می‌کنند… نبرد ما امروز نه تنها علیه حکومت، که با بخش‌هایی از جامعه مدنی همسو با این دیدگاه‌ها نیز ادامه دارد.
در ژوئن ۲۰۱۳، یارا سلام بار دیگر به ابتکار مصر برای حقوق شخصی (EIPR) پیوست و این بار به عنوان محقق در واحد عدالت انتقالی مشغول به کار شد. در این نقش، او مسئولیت مستندسازی سرکوب خونین اعتراضات ضد دولتی در تابستان و پاییز همان سال را بر عهده گرفت - موجی از خشونت‌های حکومتی که به کشته شدن بیش از ۱۰۰۰ معترض انجامید.

## دستگیری و محاکمه
در ۲۴ نوامبر ۲۰۱۳، عدلی منصور، رئیس‌جمهور موقت مصر، قانون جدید اعتراضات را امضا کرد. این قانون که در غیاب نهادهای دموکراتیک منتخب و از طریق فرمان اجرایی تصویب شد، به دولت اختیارات گسترده‌ای برای تصویب یا ممنوعیت هرگونه تظاهرات اعطا کرد. این قانون برای معترضانی که «موجب اخلال در منافع عمومی» شناخته شوند، مجازات ۲ تا ۵ سال حبس تعیین کرده است. این قانون به سرعت برای زندانی کردن مخالفان برجسته مانند علا عبدالفتاح و ماهینور المصری، وکیل حقوق بشر، و همچنین بسیاری دیگر از معترضان مسالمت‌جوی ضد دولتی مورد استفاده قرار گرفت.
در ۲۱ ژوئن ۲۰۱۴، فعالان مصری روز جهانی همبستگی علیه قانون اعتراضات را برگزار کردند. در این روز، چندصد معترض در محله هلیوپولیس قاهره تجمع کرده و به سمت کاخ ریاست جمهوری حرکت کردند. مردان غیرنظامی مسلح به بطری و سنگ بدون مداخله پلیس به تظاهرکنندگان حمله کردند، درحالی که نیروهای امنیتی گاز اشک‌آور شلیک می‌کردند. نیروهای امنیتی حداقل ۳۰ معترض از جمله یارا سلام و پسرعمویش را که در حال خرید آب از یک کیوسک بودند، دستگیر کردند.پسرعموی سلام همان شب آزاد شد، اما به گزارش عفو بین‌الملل: «یارا سلام پس از شناسایی شغلش در EIPR (ابتکار مصر برای حقوق شخصی) در بازداشت ماند.» بازداشت‌شدگانی که بعداً آزاد شدند به سازمان‌های حقوق بشر گزارش دادند که «برخی معترضان مورد ضرب و شتم قرار گرفته و تهدید شدند که به عضویت در اخوان‌المسلمین (گروه ممنوعه) یا جنبش ۶ آوریل متهم خواهند شد.»
۱۴ مرد و ۸ زن دستگیرشده در تظاهرات ۲۹ ژوئن - که طبق قانون اعتراضات مصر با احتمال سال‌ها حبس روبرو هستند - به دادگاه احضار شدند. (یک متهم نوجوان نیز به صورت جداگانه محاکمه می‌شود). در میان متهمان، علاوه بر یارا سلام، چهره‌های سرشناسی همچون صنعا سیف (دانشجو و فعال انقلابی، خواهر علا عبدالفتاح)، عبدالرحمن محمد (عکاس خبری) و رانیا الشیخ (عکاس) حضور دارند. در جلسه دادگاه ژوئن در محوطه امنیتی تورا (جنوب قاهره)، قاضی نه تنها آزادی مشروط متهمان را رد کرد، بلکه حتی درخواست برداشتن زنجیر از دست‌وپای مردان بازداشتی را نیز نپذیرفت. این پرونده بیش از دو ماه به تعویق افتاد. در این مدت، مردان در زندان توره (مخصوص زندانیان سیاسی پرخطر) و زنان در زندان القناطر نگهداری می‌شدند. پس از برگزاری جلسات بعدی در ۱۳ سپتامبر و ۱۱ اکتبر، دادگاه به ۱۶ اکتبر موکول شد. در این تاریخ، قاضی اعلام کرد حکم نهایی در ۲۶ اکتبر صادر خواهد شد.
یارا سلام حتی در زندان نیز به دفاع از حقوق همنوعان خود ادامه داد. در ژوئیه ۲۰۱۴، هنگامی که بازرسان شورای ملی حقوق بشر مصر (NCHR) برای بررسی وضعیت زندانیان زن به زندان القناطر مراجعه کردند، سایر فعالان زن از ملاقات با آنها خودداری کردند و یارا سلام و سالوا محرز را به عنوان نماینده معرفی نمودند. این دو به بازرسان اعلام کردند: «اگر می‌خواهید از واقعیت شرایط زندان مطلع شوید، باید با زندانیانی ملاقات کنید که در وضعیت به مراتب بدتری به سر می‌برند و خشونت بیشتری تجربه می‌کنند.»پیش از این بازداشتها، سازمانهای حقوق بشر مصری الگوی گسترده‌ای از شکنجه و سوءاستفاده جنسی از زندانیان زن در القناطر - که بسیاری از اعضای اخوان‌المسلمین نیز در آنجا نگهداری می‌شدند - را مستند کرده بودند. سرانجام در ۲۶ اکتبر، دادگاه جنحه هلیوپولیس تمام متهمان پرونده اتحادیه از جمله یارا سلام را به اتهام نقض قانون اعتراضات به سه سال حبس و پرداخت ۱۰ هزار پوند مصری جریمه محکوم کرد.

## عفو و آزادی ریاست جمهوری
در ۲۳ سپتامبر ۲۰۱۵، یک روز پیش از سفر عبدالفتاح سیسی به نیویورک برای شرکت در مجمع عمومی سازمان ملل، دولت مصر «عفو ریاست جمهوری» شامل ۱۰۰ جوان محکوم شده در پرونده‌های جنجالی با اتهامات سیاسی را اعلام کرد. این عفو شامل محکومان پرونده‌های معروفی چون «تظاهرات مقابل کاخ ریاست جمهوری» و «اعتراضات مجلس شورا» - که اتهام اصلی آنها نقض قانون اعتراضات بود - می‌شد. یارا سلام نیز در میان عفو شدگان قرار داشت. این عفو همچنین شامل زندانیان با «وضعیت سلامت بحرانی» می‌شد که سلام بر همین اساس آزاد شد.